# Nationalpark Fazao-Malfakassa
Der Nationalpark Fazao-Malfakassa, auch Fazao-Melfacassa-Nationalpark, ist ein Nationalpark bei Sokodé im Westen der Region Centrale in Togo nahe der Grenze zu Ghana. Er entstand 1975 durch die Zusammenlegung der seit 1951 geschützten Wälder Fazao mit 1620 km² und Malfakassa mit 300 km² und steht auf der Tentativliste des Welterbekomitees.

## Geographie
Er ist 1920 km² groß und liegt auf 100 bis 800 m Höhe über dem Meeresspiegel im Togo-Atakora-Gebirge. Im Norden befinden sich die Monts de Malfakassa, im Zentrum die Monts du Fazao mit ihren steilen Klippen, den Falaise de Boulowou, entlang des westlichen Grates. Der Nationalpark Fazao-Malfakassa ist der einzige Nationalpark Westafrikas mit solchen Merkmalen.

## Klima und Vegetation
Der Jahresniederschlag beträgt 1200 mm. Die vielfältige Vegetation umfasst Baumsavanne mit Gemeinschaften von Afzelia africana, Anogeissus leiocarpa und Isoberlinia doka bzw. Monotes kerstingii und Uapaca togoensis, Galeriewald aus Dialium guineense, Antiaris africana und Berlinia grandiflora, submontanen Wald und grasbedeckte Bergspitzen. Dabei machen Wälder 97 % und Strauchland 1 % des Parks aus.

## Fauna
Hier leben Löwen, Leoparden, Hyänenhunde und mehrere Affenarten. An Hornträgern kommen Büffel, Kobantilopen, Bongos und Sitatungas vor. Die Anzahl der Elefanten und ihre Überlebenschancen sind unbekannt. Außerdem gibt es Geparden (allerdings wenige), viele Primaten (unter anderem Schimpansen), Reptilien, Vögel und andere Tiere.

### Vögel
Der Nationalpark ist eine der wenigen Stellen in Togo, wo der Nördliche Hornrabe vorkommt. Er ist eine Zufluchtsstätte für viele seltene Greifvögel wie Hieraaetus dubius und Spizaetus africanus, aber auch für das Perlhuhn Guttera pucherani und den Frankolin Francolinus lathami. Wahrscheinlich leben in dem Gebiet viele nicht verzeichnete Arten, besonders in den dicht bewaldeten Tälern der Flüsse Kpaza und Koué. Der Nationalpark gehört zu den vier Important Bird Areas in Togo, die zusammen 5085 km², also 9,4 % der Landesfläche bedecken.

## Gefährdung und Verwaltung
Nach den politischen Umstürzen der frühen 1990er Jahre litt der Nationalpark unter verstärkter Wilderei. Weitere Bedrohungen sind illegales Goldschürfen, das Flussgebiete wie das des Loukoulou zerstört, sowie illegales Honigsammeln und ein Plan zum Bau einer Straße durch den Park nach Ghana. Die F. Weber-Fondation unterzeichnete 1990 eine Vereinbarung mit der Regierung von Togo, den Nationalpark und das dazugehörige Hotel 25 Jahre lang zu verwalten. Zur Bekämpfung der Wilderei erwarb die Fondation ein leichtes, lärmarmes Flugzeug und beauftragte einen Piloten, das weitläufige Gebiet nach Wilderern abzusuchen.

### Tourismus
Safaritouren werden in der Trockenzeit von November bis April angeboten. Das Hotel „Parc Fazao“, das zur Existenzsicherung der großen Dorfgemeinschaft von Fazao beitragen sollte, wurde nach einer Totalrenovierung im November 2000 wiedereröffnet.
Allerdings ist das Hotel Parc Fazao seit Anfang 2001 wieder geschlossen.